# 輔祭

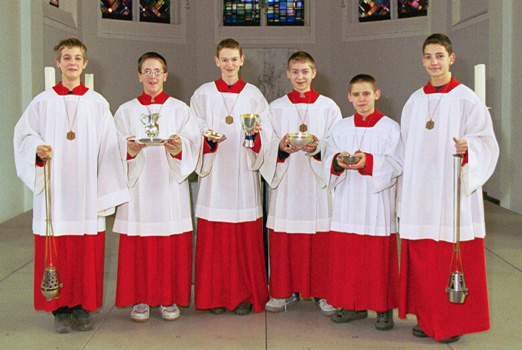
一群德國的信義宗輔祭

輔祭，又稱聖壇侍從、聖壇司事、司事，在彌撒、聖禮、聖餐、早禱、晚禱等崇拜禮儀中，協助主禮的司鐸、司祭、主教或牧師舉行聖祭，使禮儀更莊重、流暢，同時幫助其他信友投入禮儀中。天主教會、聖公宗、信義宗、部分歸正宗與循道宗等西方教會，與東正教會、東方正統教會等東方教會均設有輔祭。

## 概要

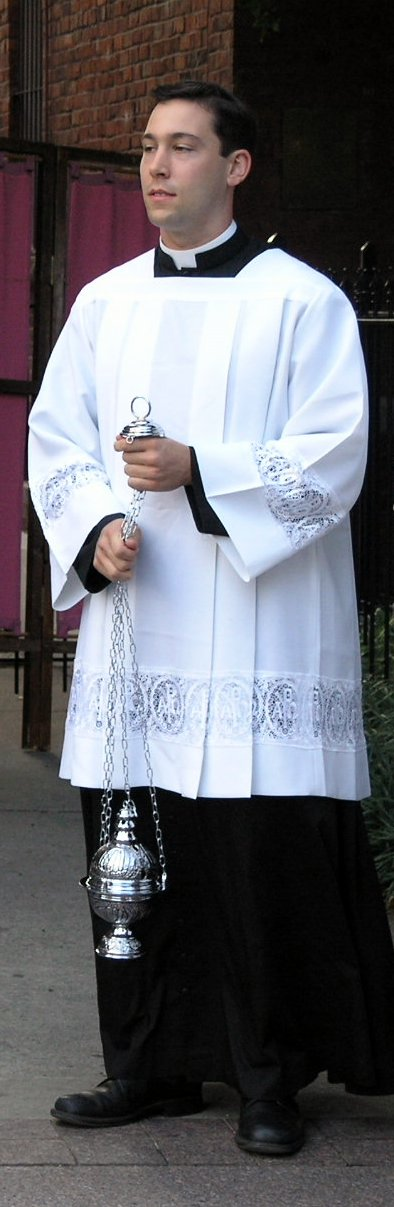
一位提著吊爐的羅馬天主教輔祭/修士

輔祭的起源與初期教會的「助祭」Sub-deacons 有關，是指執事(Deacons)（會吏/六品）以下的輔助聖職，一般由修士擔任。現今的輔祭職則已自成一家，祭台服務員（Altar servers)分為輔祭員(Acolytes)與祭台服務員（Altar servers）兩類，但中文慣常把輔祭員及祭台服務員統稱為「輔祭」。
輔祭員（Acolytes）須經為由教區主教降福派遣，並只授予成年男性，可輔助進行聖餐禮，可分送已被祝聖的聖餐餅酒及清理祭器。
祭台服務員則多由堂區（牧區）青年會眾組成，在正式任命的輔祭員(Acolytes)缺席時服務祭台、協助主祭和執事。
教會傳統一般認為，輔祭一職是延續耶穌五餅二魚奇跡（若望福音／約翰福音 6:5-13)中主動獻出自己的食物的小孩，那種無私地奉獻自己僅有的來成就上主大事的精神，用最簡單、最卑微的工作，彰顯上主偉大神聖奧跡聖餐祭宴的光榮。

## 於彌撒中的職責
- 進堂式：彌撒開始時輔祭持已燃香香爐(如有奉香禮)、遊行十字架和蠟燭（於十字架兩旁）進堂。[2]

- 當主祭不在祭台，並需伸開雙手祈禱時，輔祭需為主禮拿禮儀書或麥克風。[3]

- 宣讀福音：在福音前歡呼時，輔祭需持香爐給主祭添加乳香並祝福(如有奉香禮)，之後由輔祭持香爐及蠟燭前導，主祭/執事恭捧《福音書》並步向讀經台。[4]

- 奉獻：輔祭協助將聖體布(九摺布)、聖血布、聖爵、聖蓋和《彌撒經書》放置於祭台上。[5]輔祭協助主祭接受信友的禮品，把感恩聖祭用的餅、酒，呈給主祭，由主祭把餅、酒放於祭台上；其他禮品則放於另一適宜的地方。[6]輔祭呈上酒及水讓主祭/執事將酒與少許的水注入聖爵。[7]若行奉香禮，輔祭需持香爐給主祭添加乳香並祝福，主祭向祭品、十字架及祭台奉香後，輔祭/執事先向主祭奉香，再向會眾奉香。[8]輔祭亦需倒水讓主祭洗手。[9]

- 成聖體聖血：於即將祝聖聖體聖血前，輔祭可斟酌情形搖鈴提示信友。另外，輔祭於主祭向會眾顯示聖體聖血時搖鈴(依照各地習俗)。若行奉香禮，在主祭祝聖聖體聖血後，向會眾顯示時，由輔祭向聖體聖血奉香。[10]

- 分送聖體聖血時：當分送聖體聖血時，輔祭可拿聖體碟協助教友領聖體聖血。[11]

- 分送聖體聖血後：主祭在祭台清理祭器後，由輔祭送至祭器桌。[12]

- 禮成式：主祭親吻祭台致敬之後，與輔祭一起向祭台行深鞠躬禮後退席。[13]輔祭可於退席時持遊行十字架和蠟燭（於十字架兩旁）。

- 在主教彌撒中，兩位輔祭需分別穿上Vimpa（英语：Vimpa）協助主教拿權杖和主教冠，並於適當時候給主教。

## 女性輔祭
天主教在傳統上禁止女性輔祭。1983年《天主教法典》开始允许女性辅祭，但须经教区主教许可。

## 外部連結
- 天主教香港教區輔祭聯會 （页面存档备份，存于）(Hong Kong Diocese Altar Server's Association)